# Bernhard Gál

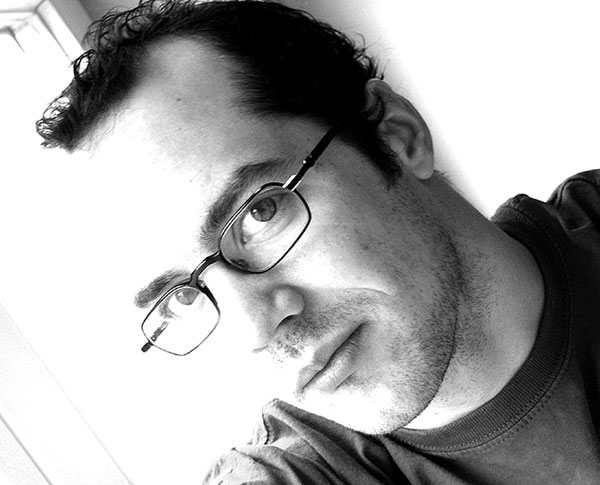
Bernhard Gál (2005)

Bernhard Gál (* 19. November 1971 in Wien-Leopoldstadt) ist ein österreichischer Komponist und Installationskünstler.

## Leben
Nach einem Studium an der Wiener Musikuniversität (Tontechnik) und der Universität Wien (Musikwissenschaft) und einem einjährigen Aufenthalt 1997–1998 in New York City konzentrierte er sich auf seine kompositorischen und künstlerischen Aktivitäten. Bernhard Gál ist als transdisziplinär arbeitender Komponist, Künstler und Musikwissenschaftler tätig. Seine Werke werden je nach Kontext in Ausstellungen, Konzerten und Kunstprojekten im öffentlichen Raum präsentiert. Bekannt wurde Gal unter anderem durch seine zahlreichen Arbeiten im Bereich der Klangkunst, in welchen er Klang mit Licht, Objekten, Raumkonzepten oder Videoprojektionen verbindet. Er komponiert außerdem Musik für akustische Instrumente sowie elektroakustische Musik. Gal betreibt das Label „Gromoga Records“ und leitet die österreichische Kulturplattform „sp ce“. Seit 2006 kuratiert er gemeinsam mit Ernst Reitermaier das interdisziplinäre Festival „shut up and listen!“. Gál lebt in Wien und Berlin, wo er 2006–2007 auch an der Universität der Künste Klangkunst unterrichtete.
Bernhard Gáls Werke wurden in Ausstellungen, Konzerten und Installationen in Europa, Asien, Nord- und Südamerika präsentiert und von Ensembles wie China Found Music Workshop Taiwan, NewTon-Ensemble Wien, Kammerensemble Neue Musik Berlin, Ensemble Noamnesia Chicago und Ensemble Alter Ego aufgeführt. Ein wichtiges Element seiner Arbeit ist die Verbindung von Musik mit anderen Kunstformen wie Architektur, Bildende Kunst, Tanz, Theater, Performance-, Video- und Medienkunst, unter anderem arbeitet er seit 1997 mit der japanischen Architektin und Künstlerin Yumi Kori zusammen („Audio-architectural installations“). Als Laptop-Musiker gibt er auch regelmäßig selbst Konzerte.
Für seine Musik- und Kunstprojekte hat Gál den Karl-Hofer-Preis Berlin, ein Jahresstipendium des Berliner Künstlerprogramms des DAAD und das österreichische Staatsstipendium für Komposition erhalten. Seine Musik wurde auf mehreren CDs veröffentlicht, so auf Durian (A), Plate Lunch (D), Intransitive (USA), Bremsstrahlung (USA), Klanggalerie (A), Gromoga (A) und Charhizma (A). Im Kehrer Verlag Heidelberg erschien im Sommer 2005 das Katalogbuch „Installations“, in welchem Gáls Klanginstallationen und intermediale Arbeiten der letzten Jahre umfassend dokumentiert werden. Im November 2015 folgte eine weitere Buch- und DVD-Veröffentlichung zur Dokumentation intermedialer Werke 2005–2015 (Zwischenbrücken, edition sp ce / Gromoga).

## Werke
- „Airport“, für das Musikinstrumenten-Museum Berlin, Berlin 2006.
- „becuadro“, für Bläserquartett und Lichtprojektion, 2008.
- „behape“, für 2 Klarinetten und Klangprojektion, 2006.
- „belit“, für Kammerensemble und Lichtprojektion, 2004.
- „bestimmung new york“, 15 elektroakustische Kompositionen basierend auf 15 verschiedenen Sprachen, 1998–1999.
- „Defragmentation/red“, audio-architektonische Installation in Zusammenarbeit mit Yumi Kori, Berlin, 2000.
- flut, für Bassflöte und Vierkanalklangprojektion. In Zusammenarbeit mit Belma Beslic-Gal, 2011.
- „Infinitation (São Paulo)“, audio-architektonische Installation in Zusammenarbeit mit Yumi Kori, São Paulo, 2006.
- „Klangbojen“, Klanginstallation mit schwimmenden Klang- und Lichtobjekten auf einem See, Österreich 2003.
- „Night Pulses“, Klanginstallation basierend auf Lichtsignalen der New Yorker Skyline, Linz 2004.
- „Of Sound and Time“, für traditionelle chinesische Instrumente, 2000.
- „schwarzenberg“, für Klavier, 2013.
- „solo“, intermediale Installation, Tulln/Gutenbrunn, Österreich, 2007.
- „Un-Un | ununtitled“, für vier Sängerinnen, 2015.

## Ausstellungen
Einzelausstellungen / Intermediale Kunstprojekte (Auswahl)
- Das himmlische Kind; Zurich University of the Arts (Toni Campus), Zurich, 2015
- Silence is quiet. Listening; Radio Art Project; Kunstradio, Austria, 2013
- textur #8 (premiere); Kunstverein Alte Schmiede, Vienna, 2013
- solo (Košice); Festival Sound City Days, Košice, 2012
- textur #7 (premiere); Institut für neue Medien, Frankfurt, 2012
- textur #6 (premiere); Kunstverein Alte Schmiede, Vienna, 2011
- Sterngucker; Planetarium Judenburg, Austria, 2011
- earlift; KunstQuartier, Salzburg, Austria, 2010
- textur #5; SESC Avenida Paulista, São Paulo, 2009
- mil águas. DMAE Gallery, Porto Alegre, 2009
- solo. Allgemeiner Konsumverein, Braunschweig (Deutschland), 2009
- RGB. Alpen-Adria-Universität, Klagenfurt (Österreich), 2008
- solo. Lakeside Science & Technology Park, Klagenfurt (Österreich), 2008
- Reinstallation. O Lugar, São Paulo, 2008
- Die Grüne Hölle. Kunstverein Alte Schmiede, Wien, 2008
- Klangbojen, Festival Donaueschinger Musiktage, Donaueschingen (Deutschland), 2007
- Jukai. In Zusammenarbeit mit Yumi Kori. The David Winton Bell Gallery, Providence (USA), 2007
- solo. Musik aktuell 2007, Gutenbrunn (Österreich), 2007
- solo. Musik aktuell 2007, Tulln (Österreich), 2007
- shinkai. In Zusammenarbeit mit Yumi Kori. ISE Foundation, New York City, 2006
- Reinstallation. Festival Electric Eclectics, Meaford (Kanada), 2006
- Die Grüne Hölle. Festival Sonambiente, Gallery of the Austrian Embassy, Berlin, 2006
- Airport. Musikinstrumenten-Museum, Berlin, 2006
- Infinitation (Seattle). In Zusammenarbeit mit Yumi Kori. Center of Contemporary Art, Seattle, 2005
- Hinaus: In den, Wald. Diapason Gallery, New York, 2005
- Defragmentation (Krems). In Zusammenarbeit mit Yumi Kori. Donaufestival, Krems, Österreich, 2005
- Night Pulses. O.K. Centrum für Gegenwartskunst, Linz, 2004
- RGBuSW. singuhr – hoergalerie in parochial, Berlin, 2004
- Klangbojen. Musik aktuell 2003, Hanslteich, Gutenbrunn (Österreich), 2003
- Klangbojen. Musik aktuell 2003, Donau-Altarm, Tulln (Österreich), 2003
- Machina temporis. In Zusammenarbeit mit Yumi Kori. Franziskaner-Klosterruine, Berlin, 2002
- RGB. Kunstverein Alte Schmiede, Wien, 2001
- zhu shui. Jazzatelier Ulrichsberg (Österreich), 2000
- Defragmentation/red. In Zusammenarbeit mit Yumi Kori. Kryptonale Festival, Berlin, 2000
- Dissociated Voices. Werkstadt Graz, Graz, 2000
- Defragmentation/blue. In Zusammenarbeit mit Yumi Kori. Studio Five Beekman, New York, 1999
- bestimmung new york. Studio Five Beekman, New York, 1998

Gruppenausstellungen (Auswahl)
- sprachklanggesetzt; Festival EUROPA, Arena, Vienna, 2015
- Alsógál; Sound Art Exhibition 'On the Edge of Perceptibility', Kunsthalle Budapest, 2014
- Revelator | Boxed Secret | Neon Pier; Group Exhibition 'Earlids', Sheila Johnson Design Center, New York City, 2014
- It’s like...; Group Exhibition 'Ueber das Scheitern'; enter: Raum für Kunst, Salzburg, 2013
- homesweethomes; Espace Projet, Montreal, 2013
- vibrate space, Festival Coded Cultures, Vienna, 2011
- earlift; KunstQuartier, Salzburg, Austria, 2011
- ¡Pasarán!; Palais Kabelwerk, Vienna, 2010
- stromlinien; KoFoMi 2010, Mittersill, Austria, 2010
- RGB; das weisse haus, Vienna, 2010
- enelten; Area 53, Vienna, 2010
- Reinstallation. Festival Musicacoustica, Beijing, 2007
- Hyohaku-no-Hakobune. In Zusammenarbeit mit Yumi Kori. Kobe Bienal, Kobe, 2007
- Shinkai. In Zusammenarbeit mit Yumi Kori. Japan Society, New York City, 2007
- Hinaus: In den, Wald. Galeria Vermelho, São Paulo, 2007
- RADIO EARS (textur #2). Magyar Muehely Galéria, Budapest, 2007
- Infinitation (São Paulo). In Zusammenarbeit mit Yumi Kori. SESC Pinheiros, São Paulo, 2006
- RGB. Klangturm, St. Poelten (Österreich), 2006
- Defragmentation (ISCP). In Zusammenarbeit mit Yumi Kori. ISCP, New York City, 2005
- soundbagism. Denver International Airport, Denver, 2004
- Oelbilder. Festival Reservoir VIII, Berlin, 2004
- Three Whites. Sound Art Exhibition ‘Rock’s Role‘, Art in General, New York, 2004
- zhu shui. MATA-Festival. Gallery ‘GAle GAtes et al.’ New York, 2003
- Green Voice / Green Box. In Zusammenarbeit mit Yumi Kori. Musashino, Tokio, 2002
- enelten. Sound Off Festival. Galéria Umenia, Nové Zámky, Slowakische Republik, 2002
- I am sHitting in a room. Durian-Festival. Konzerthaus, Wien, 2002
- Hinaus: In den, Wald. Sammlung Essl, Klosterneuburg (Österreich), 2001
- bestimmung darmstadt. Museum Institut Mathildenhöhe, Darmstadt, 2000
- NYC Subway. Jonathan Shorr Gallery, New York City, 1998

## Diskographie
- Zwischenbrücken (Buch & DVD-Video, edition sp ce/Gromoga, 2015)
- same difference (Gromoga, 2010)
- relive (Gromoga, 2008)
- Installations (DVD, Gromoga, 2007)
- Installations (CD, Gromoga, 2005)
- going round in serpentines (with K. Fagaschinski, Charhizma, 2005)
- Installations (Katalogbuch & Audio-CD, Kehrer/Gromoga, 2005)
- Hinaus: In den, Wald. (Klanggalerie, 2004)
- relisten (Intransitive, 2001)
- Defragmentation/blue (Plate Lunch, 2000)
- bestimmung new york (Durian, 1999)